# Peracak
Peracak is een bestuurslaag in het regentschap Ogan Komering Ulu van de provincie Zuid-Sumatra, Indonesië. Peracak telt 3063 inwoners (volkstelling 2010).